# Dornier Do 11
Dornier Do 11 (Дорние До-11) е германски двумоторен бомбардировач, конструиран от Клод Дорние в началото на 1930 г. Създаван под прикритието на граждански транспортен самолет (поради ограниченията, наложени на Германия от Версайския договор), това е първият в света сериен бомбардировач с прибираем в полет колесник. През 1937 г. дванадесет самолета от този тип стават първите бомбардировачи във Въздушните на Н. В. войски.

## Създаване
Заради наложените ограничения на Германия от Версайския договор, забраняващи ѝ да притежава военна авиация, Клод Дорние изнася част от дейността на фирмата си Dornier-Metallbauten GmbH в чужбина, където легално могат да бъдат разработвани самолети с двойно (гражданско/военно) предназначение. В края на 1920-те г. във филиала в Швейцария е разработен бомбардировачът Do P, на чиято база през 1930 г. в Чехословакия е създаден тримоторният Do Y, който от своя страна става основа за разработката на бомбардировача Do F. Do F е с два двигателя Bristol Jupiter (404 kW/550 hp) с двулопатни дървени витла, които му позволяват да развива максимална скорост от 250 km/h (крайцерска 220 km/h). Екипажът е петчленен, далечината на полета на полета достига 1200 km, а бомбовото натоварване до 600 kg. Тези характеристики удовлетворяват Райхсвера и в края на 1932 г. е поръчано серийното производство на тези машини в заводите на фирмата във Фридрихсхафен, Германия. Двигателите са сменени със Siemens Sh 22b-2 с трилопатен винт, внесени са още някои подобрения и през 1933 г. Do F получава обозначението Do 11, като първите серийни самолети са обозначени като Do 11C.

## Кратко техническо описание
Dornier Do 11 e двумоторен моноплан, високоплощник с подпряно трилонжеронно крило, като двигателите са разположени на атакуващия ръб на крилото. Обшивката е смесена – тялото е целометалическо, на крилото е от плат. Колесникът е прибираем по време на полет, което прави Do 11 първият в света сериен бомбардировач с подобен колесник (година преди него в САЩ се появяват експерименталните XB-7 и Fokker YB-8). Предвидено е прибирането на колесника да става с помощта на електромотор, но този проект така и не е реализиран и прибирането на колесника се осъществява ръчно. Това от своя страна се оказва трудоемко за екипажа, а е и съпроводено със силни вибрации в крилото и затова колесниците са фиксирани в спуснато положение и самолетите летят с неприбираеми колесници.

## Експлоатация
Реално първите самолети Do 11 започват службата си на 1 ноември 1933 г. в състава на спомагателна ескадра, създадена от RLM и Lufthansa, като официално са използвани в системата на Немските държавни железници (Deutsche Reichsbahn) за товарни превози, но всъщност се използват за обучение в нощно летене и подготовка на щурмани. Самолетът е демонстриран публично на 1 май 1934 г., тогава започват нощни транспортни полети по линията Берлин – Данциг-Кьонигсберг.
За да се прикрие истинското предназначение на самолетите, бомбовите люкове са преобразувани в товарни, а отворите на картечните гнезда, остъклението на носа и прозорецът на бомбардировъчния прицел са закрити. В същото време остъклените носови секции с местата на бомбардира и стрелковата установка, горната и долната огневи точки, както и бомбодържателите, се съхраняват на летищата в контейнери с надпис „Резервни части“.

## Do 11D
При експлоатацията на Do 11C са открити известни недостатъци, които довеждат до появата на варианта Do 11D. Основният проблем е появата на силни вибрации в крилото при определени полетни режими; проблеми има и с попътната устойчивост. За отстраняването им е предприета модернизация на самолета, като в резултат крилото е преработено основно, в известна степен е променена формата му в план, а разпереността е намалена с 1.7 m. Формата на вертикалното оперение също е променена, площта на кормилото за посока е увеличена. Такива промени са направени и на част от вече произведените Do 11C.
Въпреки подобренията проблемите остават, макар и в по-малка степен. Това, както и бързото развитие на немското авиационна промишленост, налагат спирането на самолета (произведени са общо 77 машини от поръчани 370 през 1934 г.), както и кратката му употреба в Германия – от есента на 1935 г. започва постепенното му извеждане от въоръжение.

## Do 11 в България
През 1935 – 1936 г. българска делегация прави обиколка из няколко европейски държави, за да проучи и уговори доставката на авиационна техника за България. Една от тези държави е Германия, която поема ангажимент за доставка на самолети. През 1936 г., по време на официална визита в София, Херман Гьоринг, в качеството си на главнокомандващ Луфтвафе, подарява на българския цар Борис III 12 изтребителя Arado Ar 65 (в България „Орел“) и 12 бомбардировача Dornier Do 11, като всичките 24 самолета са втора употреба. Бомбардировачите пристигат през зимата на 1937 г., а на 27 юни същата година, при освещаването и връчването на бойните знамена на новосформираните авиационни части, Борис III подарява от своя страна самолетите на българските летци. Бомбардировачите Do 11 получават номенклатурния номер 7028 и името „Прилеп“ (Самолет 7028 „Прилеп“). Първоначално те са зачислени към Първи орляк, базиран при Божурище, но по-късно са зачислени към Пети бомбардировъчен полк в Пловдив.
В България самолетите „Прилеп“ са използвани основно като учебни машини, тъй като скоро след доставката им са получени по-съвременни образци бомбардировъчна техника. Изведени са от въоръжение в края на 1943 – началото на 1944 г., когато са бракувани съгласно заповед от 24 декември 1943 г. на ген. Димитър Айранов.